# Liatongus medius
Liatongus medius är en skalbaggsart som beskrevs av Leon Fairmaire 1889. Liatongus medius ingår i släktet Liatongus och familjen bladhorningar. Inga underarter finns listade i Catalogue of Life.